# Villar (Sarria)
Villar (llamada oficialmente Santa María de Vilar) es una parroquia española del municipio de Sarria, en la provincia de Lugo, Galicia.

## Organización territorial
La parroquia está formada por ocho entidades de población, constando siete de ellas en el nomenclátor del Instituto Nacional de Estadística español:
- Crecente
- Padriñán
- Raña (A Raña)
- Rañoá (A Rañoá)
- San Cosmede
- Vilanova
- Vilar de Abaixo
- Vilar de Arriba

## Demografía
| Gráfica de evolución demográfica de Villar entre 2000 y 2021 |
|                                                              |
| Datos según el nomenclátor publicado por el INE.             |